# De libi (lied)
De libi is een lied van de Pools-Nederlandse rapper Mr. Polska. Het werd in 2014 als single uitgebracht en stond in 2015 als derde track op het album Snoller.

## Achtergrond
De libi is geschreven door Dominik Wlodzimierz Groot, Boaz de Jong, Amerildo de Krijger, Eelco van Proosdij en David van Akkeren en geproduceerd door Boaz van de Beatz. Het is een nummer dat past in de genres nederhop, trap en UK garage. In het lied zingt de artiest over hoe zijn leven is gelopen en reflecteert hij op zijn succes. Mr. Polska vertelde dat hij met een nieuwe sound mensen wilde verrassen. Hij vertelde namelijk dat het hem niet meer lukte om nummers in zijn gebruikelijke "stuiterballensound" te maken, en is vervolgens meer naar de UK garage gaan neigen. Naast Mr. Polska is ook Skinto van Stepherd & Skinto te horen in de introductie van het lied. 
In 2015 werd er een remix van het nummer uitgebracht door de Poolse dj Cagła MCC.

## Hitnoteringen
De zanger had weinig succes met het lied in Nederland. Het had geen notering in de Single Top 100 en ook de Top 40 werd niet bereikt; het lied bleef steken op de 24e plaats van de Tipparade.